# Timespirits
Timespirits foi uma série limitada de quadrinhos publicada entre 1984 e 1986 pela Epic e Marvel Comics.
A série foi criada pelo escritor Stephen Perry e o desenhista Tom Yeates. Muitos têm apontado o filme Avatar de James Cameron, como plágio desta obra.